# 田代有三
田代 有三（たしろ ゆうぞう、1982年7月22日 - ）は、福岡県福岡市出身の元プロサッカー選手。現役時代のポジションはフォワード。元日本代表。

## 来歴
福岡大学時代は、大学No.1FWとの評価が高く、3年時に大分トリニータ、4年時にサガン鳥栖に特別指定選手として登録され計公式戦11試合に出場。2005年に鹿島アントラーズに加入。2006年から出場機会を増やし、2008年には巻誠一郎らの負傷により、東アジア選手権2008（中国・重慶）の追加メンバーで日本代表に初招集され、2月17日の北朝鮮戦で代表デビュー。2月20日の中国代表戦では、前半17分に駒野友一のクロスボールに反応し、潰れ役となる形で決勝点となる山瀬功治のゴールを生んだ。また後半43分にはゴールネットを揺らすもオフサイドを取られ、代表初得点とはならなかった。
鹿島では2008年J1第5節千葉戦以降25試合ゴールがなく、FW興梠慎三とのポジション争いの結果、控えに回ることが多くなり、田代をターゲットマンとする戦術はオプションの1つとなっていた。2009年には新加入のFW大迫勇也の台頭もあり、大きく出場時間を減らしていた。2010年1月6日、出場機会を求め、MF増田誓志と共にモンテディオ山形へ期限付き移籍。山形ではレギュラーとして活躍し、リーグでは自身最多の10得点を記録した。
2011年、鹿島に復帰。シーズン途中から同じく復帰した増田と共にレギュラーに定着。新外国人FWカルロンの不振なども手伝い、空中戦に強い田代をFWの軸としてターゲットマンにする戦術が採られた。しかし、出場機会は少なく、リーグ戦12得点をあげ2年連続で自己最多を更新するも退団が決定した。
2012年、ヴィッセル神戸へ完全移籍。開幕当初ターゲットマンとして期待されたが、足首の故障などで1ヶ月以上出遅れた。J1第7節の柏レイソル戦で移籍後初出場、初得点を記録した。その後も故障による離脱を重ねたが、出場した試合では高い決定力と抜群のキープ力を見せた。2013年は神戸の降格によりプロ入り後初のJ2でのプレーとなった。最初の13試合で6得点を挙げる活躍を見せたが、その後第14節から第42節までのゴールはわずか2にとどまり、終盤にはスタメン落ちも増え不完全燃焼のシーズンを送った。2014年シーズンはマルキーニョス、Wペドロ・ジュニオールが加入し、出場機会はさらに減少。2015年1月19日、本人の申し出により、契約満了が発表された。
当初、海外移籍を理由に神戸を退団したが、2015年3月、セレッソ大阪へ移籍。2016年限りで契約満了によりC大阪を退団。
2017年3月、ナショナル・プレミアリーグスNSW（オーストラリア2部相当）のウロンゴン・ウルブスFCへ移籍。
2018年10月20日、自身のインスタグラムで現役を引退することを発表した。

## 所属クラブ
- 1998年 - 2000年 福岡大附属大濠高校
- 2001年 - 2004年 福岡大学
  - 2003年  大分トリニータ (特別指定選手)
  - 2004年  サガン鳥栖 (特別指定選手)
- 2005年 - 2011年  鹿島アントラーズ
  - 2010年  モンテディオ山形 (期限付き移籍)
- 2012年 - 2014年  ヴィッセル神戸
- 2015年3月 - 2016年  セレッソ大阪
- 2017年 - 2018年  ウロンゴン・ウルブスFC

## 個人成績
| 国内大会個人成績 | 国内大会個人成績 | 国内大会個人成績 | 国内大会個人成績 | 国内大会個人成績 | 国内大会個人成績 | 国内大会個人成績 | 国内大会個人成績 | 国内大会個人成績 | 国内大会個人成績 | 国内大会個人成績 | 国内大会個人成績 |
| 年度             | クラブ           | 背番号           | リーグ           | リーグ戦         | リーグ戦         | リーグ杯         | リーグ杯         | オープン杯       | オープン杯       | 期間通算         | 期間通算         |
| 年度             | クラブ           | 背番号           | リーグ           | 出場             | 得点             | 出場             | 得点             | 出場             | 得点             | 出場             | 得点             |
| 日本             | 日本             | 日本             | 日本             | リーグ戦         | リーグ戦         | リーグ杯         | リーグ杯         | 天皇杯           | 天皇杯           | 期間通算         | 期間通算         |
| ---------------- | ---------------- | ---------------- | ---------------- | ---------------- | ---------------- | ---------------- | ---------------- | ---------------- | ---------------- | ---------------- | ---------------- |
| 2003             | 大分             | 35               | J1               | 1                | 0                | 0                | 0                | 0                | 0                | 1                | 0                |
| 2004             | 鳥栖             | 4                | J2               | 10               | 1                | -                | -                | 0                | 0                | 10               | 1                |
| 2005             | 鹿島             | 19               | J1               | 5                | 1                | 4                | 0                | 0                | 0                | 9                | 1                |
| 2006             | 鹿島             | 19               | J1               | 20               | 7                | 8                | 2                | 4                | 2                | 32               | 11               |
| 2007             | 鹿島             | 9                | J1               | 24               | 6                | 5                | 4                | 5                | 2                | 34               | 12               |
| 2008             | 鹿島             | 9                | J1               | 27               | 3                | 1                | 0                | 2                | 0                | 30               | 3                |
| 2009             | 鹿島             | 9                | J1               | 16               | 2                | 2                | 0                | 2                | 1                | 20               | 3                |
| 2010             | 山形             | 10               | J1               | 29               | 10               | 6                | 3                | 4                | 3                | 39               | 16               |
| 2011             | 鹿島             | 30               | J1               | 22               | 12               | 3                | 1                | 2                | 1                | 27               | 14               |
| 2012             | 神戸             | 11               | J1               | 18               | 6                | 1                | 0                | 1                | 0                | 20               | 6                |
| 2013             | 神戸             | 11               | J2               | 35               | 8                | -                | -                | 2                | 0                | 37               | 8                |
| 2014             | 神戸             | 11               | J1               | 13               | 1                | 7                | 0                | 0                | 0                | 20               | 1                |
| 2015             | C大阪            | 19               | J2               | 22               | 6                | -                | -                | 0                | 0                | 22               | 6                |
| 2016             | C大阪            | 19               | J2               | 6                | 2                | -                | -                | 0                | 0                | 6                | 2                |
| 通算             | 日本             | 日本             | J1               | 175              | 48               | 37               | 10               | 20               | 9                | 232              | 67               |
| 通算             | 日本             | 日本             | J2               | 73               | 17               | -                | -                | 2                | 0                | 75               | 17               |
| 総通算           | 総通算           | 総通算           | 総通算           | 248              | 65               | 37               | 10               | 22               | 9                | 307              | 84               |

- 2003年、2004年は特別指定選手として登録

| 2016   | C大23  | 19     | J3     | 1 | 0 | 1 | 0 |
| 通算   | 日本   | 日本   | J3     | 1 | 0 | 1 | 0 |
| 総通算 | 総通算 | 総通算 | 総通算 | 1 | 0 | 1 | 0 |

その他の公式戦
- 2009年
  - スーパーカップ 1試合0得点
- 2015年
  - J1昇格プレーオフ 2試合0得点
- 2016年
  - J1昇格プレーオフ 1試合0得点

| 国際大会個人成績 | 国際大会個人成績 | 国際大会個人成績 | 国際大会個人成績 | 国際大会個人成績 |
| 年度             | クラブ           | 背番号           | 出場             | 得点             |
| AFC              | AFC              | AFC              | ACL              | ACL              |
| ---------------- | ---------------- | ---------------- | ---------------- | ---------------- |
| 2008             | 鹿島             | 9                | 8                | 5                |
| 2009             | 鹿島             | 9                | 3                | 0                |
| 2011             | 鹿島             | 30               | 3                | 1                |
| 通算             | AFC              | AFC              | 14               | 6                |

## 代表歴

### 出場大会
- ユニバーシアードサッカー日本代表 (2003年)
- 日本代表
  - 東アジア選手権 (2008年)

### 試合数
| 日本代表 | 国際Aマッチ | 国際Aマッチ |
| 年       | 出場        | 得点        |
| -------- | ----------- | ----------- |
| 2008     | 3           | 0           |
| 通算     | 3           | 0           |

### 出場
| No. | 開催日        | 開催都市 | スタジアム             | 対戦国                 | 結果 | 監督     | 大会                       |
| --- | ------------- | -------- | ---------------------- | ---------------------- | ---- | -------- | -------------------------- |
| 1.  | 2008年2月17日 | 重慶     | 重慶市奥林匹克体育中心 | 朝鮮民主主義人民共和国 | △1-1 | 岡田武史 | 東アジアサッカー選手権2008 |
| 2.  | 2008年2月20日 | 重慶     | 重慶市奥林匹克体育中心 | 中国                   | ○1-0 | 岡田武史 | 東アジアサッカー選手権2008 |
| 3.  | 2008年2月23日 | 重慶     | 重慶市奥林匹克体育中心 | 韓国                   | △1-1 | 岡田武史 | 東アジアサッカー選手権2008 |